# Due sul pianerottolo
Due sul pianerottolo è un film del 1976 diretto da Mario Amendola, tratto dall'omonimo spettacolo teatrale, sempre interpretato da Macario e Rita Pavone.
È l'ultimo film di Erminio Macario.

## Trama
Roma. In una pensioncina, ricavata da una villa signorile e diretta dal soprano mancato Maria Boccioni Stagno, vivono il professore di violino Luigi Savoia che lei tenta più volte di cacciare in quanto scroccone, Beatrice la cameriera siciliana che crede che il suo uomo sia morto a Bogotà, il medium ciarlatano Amleto Corselli, un'inquilina che si vede con un uomo sposato e il professor Martinelli, poi arrestato dal brigadiere Icardi per aver truffato ragazze in cerca di gloria. Un giorno piomba un'altra di queste ragazze, Guglielmina "Mimma" Castigliano, che si esibisce davanti a Savoia credendolo Martinelli. Chiarito l'equivoco, la delusa Mimma prima tenta di suicidarsi col gas e poi tenta di buttarsi sotto un'auto che la evita: era l'auto di Ettore Baudolino, figlio del commendator Vespasiano Baudolino titolare del Lem, che s'innamora contraccambiato di Mimma. Grazie a questo, Mimma, Savoia e la Stagno ottengono un provino, ma appena vede Savoia, il commendator Baudolino lo riconosce come quel violinista che gli cavò un occhio anni prima con l'archetto, quindi li scaccia malamente. Lavorando come artisti per locali, Mimma e Savoia incappano nel dottor Tagliolini della Rai che vorrebbe scritturare Mimma. Ma Savoia, che conosce il mondo dello spettacolo, manda all'aria l'appuntamento facendo riappacificare Mimma ed Ettore, con il benestare del padre di quest'ultimo.

## Produzione
Nonostante lo spettacolo teatrale e quello televisivo siano ambientati a Torino, il film venne girato a Roma.